# Сердар Озер
Сердар Озер (тур. Serdar Özer; нар. 21 січня 1980 року, Стамбул) — турецький актор.

## Біографія
Народився 21 січня 1980 року в Стамбулі.
Сердар довго не міг визначитися з вибором професії. Батьки наполягали на тому, щоб він став медиком, а сам юнак хотів вчитися на акторську майстерність. У кінцевому рішенні хлопець відстояв свою позицію і почав реалізовувати свою давню мрію.

## Фільмографія
| Серіал    | Серіал                                       | Серіал          | Серіал           |
| Рік       | Назва                                        | Роль            | Примітки         |
| --------- | -------------------------------------------- | --------------- | ---------------- |
| 2003 рік  | Hekimoğlu / Хекімоглу                        | Хекімоглу       | Головна роль     |
| 2005 рік  | Yanık Koza / Тліючий кокон                   | Акін Челебі     | Підтримуюча роль |
| 2007      | Yaralı Yürek / Поранене серце                | Булут           | Підтримуюча роль |
| 2014-2015 | Kaderimin Yazıldığı Gün / Кохання проти долі | Максут          | Підтримуюча роль |
| 2016-2017 | Bana Sevmeyi Anlat / Навчи мене кохати       | Енгін Карги     | Підтримуюча роль |
| 2018      | Kızlarım İçin / Для моїх дочок               | Ягіз            | Підтримуюча роль |
| 2019-2021 | Hercai / Вітер кохання                       | Джихана Шадоглу | Підтримуюча роль |
| 2021-2022 | Kıbrıs: Zafere Doğru / Одного разу на Кіпрі  | Аполлон         |                  |
| 2022      | Kuruluş Osman / Заснування: Осман            | Баркін бей      |                  |
| 2023      | Yıldız Tozu / Зоряний пил                    |                 |                  |